# Championnat du Tadjikistan de football 1996
Navigation
Saison précédente Saison suivante
La saison 1996 du Championnat du Tadjikistan de football est la cinquième édition de la première division au Tadjikistan. La compétition regroupe seize clubs au sein d’une poule unique où ils s'affrontent deux fois, à domicile et à l'extérieur. À l'issue de la saison, les deux derniers du classement sont relégués et remplacés par les deux meilleurs clubs de deuxième division.
C'est le Dinamo Douchanbé, nouveau venu sur la scène nationale, qui remporte la compétition cette saison après avoir terminé en tête du classement final, avec deux points d'avance sur le Sitora Douchanbé et neuf sur le FK Khodjent. C'est le tout premier titre de champion du Tadjikistan de l'histoire du club.
Plusieurs événements ont lieu durant l'intersaison. Tout d'abord, deux clubs reprennent leur nom antérieur : le Saidov Ghissar redevient le Shodmon Ghissar et le Mekhnat Khodjent reprend le nom de FK Khodjent. Le FK Istaravshan devient le FK Bokhtar. Ensuite, le Pamir Douchanbé, tenant du titre, ne participe pas au championnat cette saison puisque tous les joueurs quittent le pays pour aller jouer dans le championnat ouzbek. Son dauphin, le FK Istaravshan, est également absent cette année. À l'inverse, le Dinamo Douchanbé fait ses premiers pas en première division, tout comme le FK Bokhtar, repêché de deuxième division.

## Les clubs participants
- FK Bokhtar
- Sitora Douchanbé
- FK Khodjent
- FK Parkhar
- Pakhtakor Proletarsk
- Dinamo Douchanbé
- SKA Douchanbé
- Ravshan Kulob
- Regar-TadAZ Tursunzoda
- Bofanda Douchanbé - Promu de D2
- FK Javonon - Promu de D2
- Shodmon Ghissar
- Khulbuk Vose
- Vakhsh Qurghonteppa
- Saddam Fayzali - Promu de D2
- Pakhtakor Douchanbé

## Compétition
Le barème de points servant à établir le classement se décompose ainsi :
- Victoire : 3 points
- Match nul : 1 point
- Défaite : 0 point

### Classement
| Rang | Équipe                 | Pts | J  | G  | N | P  | Bp | Bc  | Diff |
| ---- | ---------------------- | --- | -- | -- | - | -- | -- | --- | ---- |
| 1    | Dinamo Douchanbé       | 73  | 30 | 23 | 4 | 3  | 93 | 24  | +69  |
| 2    | Sitora Douchanbé       | 71  | 30 | 22 | 5 | 3  | 94 | 21  | +73  |
| 3    | FK Khodjent            | 64  | 30 | 20 | 4 | 6  | 77 | 27  | +50  |
| 4    | Ravshan Kulob          | 63  | 30 | 20 | 3 | 7  | 87 | 36  | +51  |
| 5    | Regar-TadAZ Tursunzoda | 59  | 30 | 19 | 2 | 9  | 67 | 42  | +25  |
| 6    | Vakhsh QurghonteppaC   | 56  | 30 | 18 | 2 | 10 | 77 | 37  | +40  |
| 7    | Bofanda DouchanbéP     | 54  | 30 | 17 | 3 | 10 | 62 | 41  | +21  |
| 8    | FK Parkhar             | 52  | 30 | 17 | 1 | 12 | 64 | 56  | +8   |
| 9    | Khulbuk Vose           | 41  | 30 | 13 | 2 | 15 | 60 | 55  | +5   |
| 10   | Saddam FayzaliP        | 36  | 30 | 10 | 6 | 14 | 52 | 64  | -12  |
| 11   | SKA Douchanbé          | 31  | 30 | 9  | 4 | 17 | 43 | 65  | -22  |
| 12   | Pakhtakor Douchanbé    | 28  | 30 | 9  | 1 | 20 | 31 | 92  | -61  |
| 13   | FK BokhtarP            | 22  | 30 | 6  | 4 | 20 | 39 | 76  | -37  |
| 14   | Shodmon Ghissar        | 21  | 30 | 6  | 3 | 21 | 25 | 75  | -50  |
| 15   | Pakhtakor Proletarsk   | 15  | 30 | 5  | 0 | 25 | 15 | 88  | -73  |
| 16   | FK JavononP            | 8   | 30 | 2  | 2 | 26 | 23 | 105 | -82  |

|  | Qualification pour la Coupe d'Asie des clubs champions 1997-1998        |
|  | Qualification pour la Coupe des Coupes 1997-1998                        |
|  | Relégation en deuxième division                                         |
|  | C : Vainqueur de la Coupe du Tadjikistan P : Promu de deuxième division |

## Bilan de la saison
| Championnat du Tadjikistan de football 1996 |                              |
| Champion                                    | Dinamo Douchanbé (1er titre) |
| Coupes et trophées                          |                              |
| Vainqueur de la Coupe du Tadjikistan 1996   | Non disputée                 |
| Qualifications continentales                |                              |
| Coupe d'Asie des clubs champions 1997-1998  | Dinamo Douchanbé             |
| Coupe des Coupes 1997-1998                  | Vakhsh Qurghonteppa          |
| Promotions et relégations                   |                              |
| Promus en Vysshaya Liga                     | Panjsher Kolkhozabad         |
| Promus en Vysshaya Liga                     | Bakhtiyer Panj               |
| Relégués en Deuxième division               | Pakhtakor Proletarsk         |
| Relégués en Deuxième division               | FK Javonon                   |